# قلادة ديفي

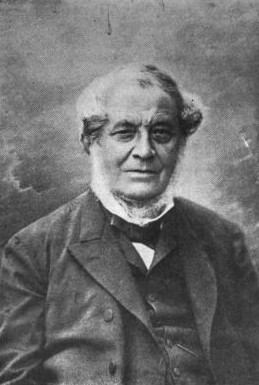

قلادة ديفي (بالإنجليزية: Davy Medal)‏ هي وسام تمنحه الجمعية الملكية بلندن تقديرًا "للاكتشافات الحديثة ذات الأهمية البارزة في أي من فروع الكيمياء. سميت بهذا الاسم نسبه إلى همفري ديفي، وتُمنح القلادة مع جائزة مالية قدرها ألف جنيه إسترليني. تقاسم القلادة في العام الأول لمنحها (سنة 1877) الكيميائيان الألمانيان روبرت فيلهلم بنسن وغوستاف روبرت كيرشهوف "لأبحاثهما واكتشافاتهما في تحليل الطيف". تُمنح القلادة سنويًا منذ بدء منحها وحتى اليوم، ولم يتوقف منحها عامًا واحدًا.